# Paul Giese (Politiker)

Paul Giese, vor 1926

Paul Giese (* 18. Januar 1875 in Marienfließ, Kreis Saatzig; † 6. August 1947 in Bruchmühle bei Berlin) war ein deutscher Politiker (DNVP).

## Leben und Beruf
Giese wurde als Sohn eines Handelsgärtners geboren. Nach dem Besuch der Volksschule absolvierte er eine Gärtnerlehre im elterlichen Betrieb, die er mit der Gesellenprüfung abschloss. Anschließend durchlief er eine weitere Ausbildung in großen Baumschulen sowie in verschiedenen Handels- und Landschaftsgärtnereien. Später war er als Leiter größerer Handels- und Gutsbetriebe tätig, unter anderem als Gutsgärtner in Charlottenburg. Daneben fungierte er als Vorsitzender des Landarbeiterbundes Brandenburg sowie als stellvertretender Vorsitzender des Reichslandarbeiterbundes. Zu dieser Zeit war er auch Mitarbeiter der Zeitschrift Der Reichslandarbeiterbund.

## Abgeordneter
Giese war von 1921 bis 1924 Mitglied des Preußischen Landtages. Bei der Reichstagswahl im Dezember 1924 wurde er in den Deutschen Reichstag gewählt, dem er bis 1928 angehörte.